# Waltrop
Waltrop är en stad i det tyska distriktet Recklinghausen. 
I staden bor cirka 30 000 invånare. Staden ligger nordväst om den tyska storstaden Dortmund. Staden har utbyte med staden Gardelegen i Sachsen-Anhalt och städerna Cesson-Sévigné i Frankrike, Herne Bay i Storbritannien och San Miguelito i Nicaragua.
Waltrop ligger vid Dortmund-Ems-kanalen och Datteln-Hamm-kanalen.

## Sevärdheter
- Schiffshebewerk Henrichenburg